# República Popular China en los Juegos Paralímpicos de Londres 2012
La República Popular China estuvo representada en los Juegos Paralímpicos de Londres 2012 por un total de 282 deportistas, 154 hombres y 128 mujeres.

## Medallistas
El equipo paralímpico chino obtuvo las siguientes medallas:
| Nombre | Deporte                    | Evento                                           |
| --- | -------------------------- | ------------------------------------------------ |
| Oro |                            |                                                  |
| Liu Ping | Atletismo                  | 100 m T35 femenino                               |
| Liu Ping | Atletismo                  | 200 m T35 femenino                               |
| Huang Lisha | Atletismo                  | 100 m T53 femenino                               |
| Huang Lisha | Atletismo                  | 200 m T53 femenino                               |
| Zhou Hongzhuan | Atletismo                  | 400 m T53 femenino                               |
| Zhou Hongzhuan | Atletismo                  | 800 m T53 femenino                               |
| Mi Na | Atletismo                  | Disco F37 femenino                               |
| Mi Na | Atletismo                  | Peso F37 femenino                                |
| Yang Liwan | Atletismo                  | Jabalina F54-56 femenino                         |
| Yang Liwan | Atletismo                  | Peso F54-56 femenino                             |
| Zhou Guohua | Atletismo                  | 100 m T12 femenino                               |
| Liu Wenjun | Atletismo                  | 100 m T54 femenino                               |
| Chen Junfei | Atletismo                  | 200 m T38 femenino                               |
| Zhang Liangmin | Atletismo                  | Disco F11/12 femenino                            |
| Wu Qing | Atletismo                  | Disco F35/36 femenino                            |
| Liu Ming | Atletismo                  | Jabalina F57/58 femenino                         |
| Yao Juan | Atletismo                  | Peso F42/44 femenino                             |
| Wang Zhiming | Atletismo                  | Disco F40 masculino                              |
| Wang Zhiming | Atletismo                  | Jabalina F40 masculino                           |
| Wang Zhiming | Atletismo                  | Peso F40 masculino                               |
| Li Huzhao | Atletismo                  | 200 m T53 masculino                              |
| Li Huzhao | Atletismo                  | 400 m T53 masculino                              |
| Liu Fuliang | Atletismo                  | Salto de longitud F46 masculino                  |
| Liu Fuliang | Atletismo                  | Triple salto F46 masculino                       |
| Xue Lei | Atletismo                  | 100 m T11 masculino                              |
| Zhao Xu | Atletismo                  | 100 m T46 masculino                              |
| Zhang Lixin | Atletismo                  | 400 m T54 masculino                              |
| Wang Yanzhang | Atletismo                  | Disco F32-34 masculino                           |
| Zhu Pengkai | Atletismo                  | Jabalina F12/13 masculino                        |
| Fu Yanlong | Atletismo                  | Jabalina F42 masculino                           |
| Gao Mingjie | Atletismo                  | Jabalina F44 masculino                           |
| Xia Dong | Atletismo                  | Peso F37/38 masculino                            |
| Li Huzhao Zhang Lixin Liu Chengming Liu Yang                                                                                      | Atletismo                  | 4 × 400 m T53/54 masculino                       |
| He Yin | Ciclismo en pista          | 500 m contrarreloj C1-3 femenino                 |
| Zeng Sini | Ciclismo en pista          | Persecución individual C1-3 femenino             |
| Li Zhangyu | Ciclismo en pista          | 1 km contrarreloj C1-3 masculino                 |
| Liang Guihua | Ciclismo en pista          | Persecución individual C2 masculino              |
| Ji Xiaofei Liu Xinyang Xie Hao | Ciclismo en pista          | Velocidad por equipos C1-5 mixto                 |
| Zeng Sini | Ciclismo en ruta           | Contrarreloj C1-3 femenino                       |
| Yao Fang | Esgrima en silla de ruedas | Florete individual B femenino                    |
| Rong Jing Wu Baili Yao Fang | Esgrima en silla de ruedas | Espada por equipos clase abierta femenino        |
| Chen Yijun | Esgrima en silla de ruedas | Sable individual A masculino                     |
| Ye Ruyi | Esgrima en silla de ruedas | Florete individual A masculino                   |
| Hu Daoliang | Esgrima en silla de ruedas | Florete individual B masculino                   |
| Chen Yijun Hu Daoliang Ye Ruyi | Esgrima en silla de ruedas | Florete por equipos clase abierta masculino      |
| Fu Taoying | Levantamiento de potencia  | –75 kg femenino                                  |
| Feng Qi | Levantamiento de potencia  | –52 kg masculino                                 |
| Liu Lei | Levantamiento de potencia  | –67,5 kg masculino                               |
| Xia Jiangbo | Natación                   | 50 m libre S3 femenino                           |
| Xia Jiangbo | Natación                   | 100 m libre S3 femenino                          |
| Feng Yazhu | Natación                   | 50 m espalda S2 femenino                         |
| Lu Dong | Natación                   | 100 m espalda S6 femenino                        |
| Lin Ping | Natación                   | 50 m libre S9 femenino                           |
| Yang Yang | Natación                   | 50 m espalda S2 masculino                        |
| Yang Yang | Natación                   | 50 m libre S2 masculino                          |
| Yang Yang | Natación                   | 100 m libre S2 masculino                         |
| Yang Yang | Natación                   | 200 m libre S2 masculino                         |
| Xu Qing | Natación                   | 50 m mariposa S6 masculino                       |
| Xu Qing | Natación                   | 50 m libre S6 masculino                          |
| Xu Qing | Natación                   | 100 m libre S6 masculino                         |
| Xu Qing | Natación                   | 200 m estilos SM6 masculino                      |
| Yang Bozun | Natación                   | 50 m libre S11 masculino                         |
| Yang Bozun | Natación                   | 100 m braza SB11 masculino                       |
| Yang Bozun | Natación                   | 200 m estilos SM11 masculino                     |
| Pan Shiyun | Natación                   | 50 m mariposa S7 masculino                       |
| Pan Shiyun | Natación                   | 100 m libre S7 masculino                         |
| Wang Yinan | Natación                   | 100 m libre S8 masculino                         |
| Wang Yinan | Natación                   | 400 m libre S8 masculino                         |
| Du Jianping | Natación                   | 50 m braza SB2 masculino                         |
| Du Jianping | Natación                   | 150 m estilos SM3 masculino                      |
| Zheng Tao | Natación                   | 100 m espalda S6 masculino                       |
| Liu Ruijin Wang Jiachao Wei Yanpeng Lin Furong Liu Xiaobing Song Maodang Wang Yinan                                               | Natación                   | 4 × 100 m estilos (34 ptos.) masculino           |
| Huang Cheng | Remo                       | Scull individual AS masculino                    |
| Lou Xiaoxian Fei Tianming | Remo                       | Scull doble TA mixto                             |
| Liu Jing | Tenis de mesa              | Individual 1-2 femenino                          |
| Zhou Ying | Tenis de mesa              | Individual 4 femenino                            |
| Zhang Bian | Tenis de mesa              | Individual 5 femenino                            |
| Mao Jingdian | Tenis de mesa              | Individual 8 femenino                            |
| Lei Lina | Tenis de mesa              | Individual 9 femenino                            |
| Li Qian Liu Jing | Tenis de mesa              | Equipo 1-3 femenino                              |
| Gu Gai Zhang Bian Zhang Miao Zhou Ying                                                                                            | Tenis de mesa              | Equipo 4-5 femenino                              |
| Fan Lei Lei Lina Liu Meili Yang Qian                                                                                              | Tenis de mesa              | Equipo 6-10 femenino                             |
| Feng Panfeng | Tenis de mesa              | Individual 3 masculino                           |
| Zhao Shuai | Tenis de mesa              | Individual 8 masculino                           |
| Ma Lin | Tenis de mesa              | Individual 9 masculino                           |
| Feng Panfeng Gao Yanming Zhao Ping                                                                                                | Tenis de mesa              | Equipo 3 masculino                               |
| Cao Ningning Guo Xingyuan Zhang Yan                                                                                               | Tenis de mesa              | Equipo 4-5 masculino                             |
| Ge Yang Lian Hao Lu Xiaolei Ma Lin                                                                                                | Tenis de mesa              | Equipo 9-10 masculino                            |
| Zhang Cuiping | Tiro                       | Rifle de aire de pie 10 m SH1 femenino           |
| Zhang Cuiping | Tiro                       | Rifle en tres posiciones 50 m SH1 femenino       |
| Dong Chao | Tiro                       | Rifle de aire de pie 10 m SH1 masculino          |
| Li Jianfei | Tiro                       | Pistola 25 m SH1 mixto                           |
| Yan Huilian | Tiro con arco              | Recurvo individual de pie femenino               |
| Li Liping Lu Hongqin Sheng Yuhong Su Limei Tan Yanhua Tang Xuemei Wang Yanan Yang Yanling Zhang Lijun Zhang Xufei Zheng Xiongying | Voleibol sentado           | Torneo femenino                                  |
| Yanping Yuan | Yudo                       | +70 kg femenino                                  |
| Plata |                            |                                                  |
| Dong Hongjiao | Atletismo                  | 100 m T54 femenino                               |
| Dong Hongjiao | Atletismo                  | 400 m T54 femenino                               |
| Tang Hongxia | Atletismo                  | Disco F11/12 femenino                            |
| Tang Hongxia | Atletismo                  | Peso F11/12 femenino                             |
| Xu Qiuping | Atletismo                  | Disco F37 femenino                               |
| Xu Qiuping | Atletismo                  | Peso F37 femenino                                |
| Chen Junfei | Atletismo                  | 100 m T38 femenino                               |
| Zhou Hongzhuan | Atletismo                  | 100 m T53 femenino                               |
| Zhou Guohua | Atletismo                  | 200 m T12 femenino                               |
| Huang Lisha | Atletismo                  | 800 m T53 femenino                               |
| Jia Qianqian | Atletismo                  | Jabalina F37/38 femenino                         |
| Wang Jun | Atletismo                  | Peso F35/36 femenino                             |
| Meng Genjimisu | Atletismo                  | Peso F40 femenino                                |
| Yang Yue | Atletismo                  | Peso F42/44 femenino                             |
| Jia Juntingxian | Atletismo                  | Salto de longitud F11/12 femenino                |
| Cao Yuanhang Liu Ping Xiong Dezhi Chen Junfei                                                                                     | Atletismo                  | 4 × 100 m T35-38 femenino                        |
| Liang Yongbin | Atletismo                  | 100 m T37 masculino                              |
| Zhao Yufei | Atletismo                  | 100 m T53 masculino                              |
| Liu Yang | Atletismo                  | 100 m T54 masculino                              |
| Fu Xinhan | Atletismo                  | 200 m T35 masculino                              |
| Shang Guangxu | Atletismo                  | 200 m T37 masculino                              |
| Zhou Wenjun | Atletismo                  | 400 m T38 masculino                              |
| Xia Dong | Atletismo                  | Disco F37/38 masculino                           |
| Wang Yanzhang | Atletismo                  | Jabalina F33/34 masculino                        |
| Hou Zhanbiao | Atletismo                  | Peso F46 masculino                               |
| Ma Yuxi | Atletismo                  | Salto de longitud F37/38 masculino               |
| Li Duan | Atletismo                  | Triple salto F11 masculino                       |
| Li Yansong Yang Yuqing Xue Lei Yuan Yizhi                                                                                         | Atletismo                  | 4 × 100 m T11-13 masculino                       |
| Zhao Xu Liu Zhiming Xie Hexing Liu Fuliang                                                                                        | Atletismo                  | 4 × 100 m T42-46 masculino                       |
| Yan Zhiqiang | Bochas                     | Individual BC2 mixto                             |
| Zheng Yuansen | Bochas                     | Individual BC4 mixto                             |
| Yan Zhiqiang Yuan Weibo Zhang Qi Zhong Kai                                                                                        | Bochas                     | Equipo BC1-2 mixto                               |
| Li Zhangyu | Ciclismo en pista          | Persecución individual C1 masculino              |
| Liu Xinyang | Ciclismo en ruta           | Ruta C4-5 masculino                              |
| Liang Guihua | Ciclismo en ruta           | Contrarreloj C2 masculino                        |
| Liu Xinyang | Ciclismo en ruta           | Contrarreloj C5 masculino                        |
| Wu Baili | Esgrima en silla de ruedas | Florete individual A femenino                    |
| Chen Yijun | Esgrima en silla de ruedas | Florete individual A masculino                   |
| Tian Jianquan | Esgrima en silla de ruedas | Sable individual A masculino                     |
| Chen Fengqing Fan Feifei Ju Zhen Lin Shan Wang Ruixue Wang Shasha                                                                 | Golbol                     | Torneo femenino                                  |
| Cui Zhe | Levantamiento de potencia  | –40 kg femenino                                  |
| Yang Yan | Levantamiento de potencia  | –60 kg femenino                                  |
| Tan Yujiao | Levantamiento de potencia  | –67,5 kg femenino                                |
| Gu Xiaofei | Levantamiento de potencia  | –82,5 kg masculino                               |
| Cai Huichao | Levantamiento de potencia  | –90 kg masculino                                 |
| Qi Dong | Levantamiento de potencia  | –100 kg masculino                                |
| Song Lingling | Natación                   | 100 m braza SB5 femenino                         |
| Li Guizhi | Natación                   | 50 m libre S11 femenino                          |
| Lu Dong | Natación                   | 50 m mariposa S6 femenino                        |
| Pan Shiyun | Natación                   | 50 m libre S7 masculino                          |
| Pan Shiyun | Natación                   | 400 m libre S7 masculino                         |
| Yang Bozun | Natación                   | 100 m espalda S11 masculino                      |
| Yang Bozun | Natación                   | 100 m libre S11 masculino                        |
| He Junquan | Natación                   | 50 m espalda S5 masculino                        |
| Jia Hongguang | Natación                   | 100 m espalda S6 masculino                       |
| Zheng Tao | Natación                   | 50 m mariposa S6 masculino                       |
| Wei Yanpeng | Natación                   | 100 m mariposa S8 masculino                      |
| Wang Jiachao | Natación                   | 200 m estilos SM8 masculino                      |
| Wang Jiachao Lin Furong Song Maodang Wang Yinan                                                                                   | Natación                   | 4 × 100 m libre (34 ptos.) masculino             |
| Gu Gai | Tenis de mesa              | Individual 5 femenino                            |
| Yang Qian | Tenis de mesa              | Individual 10 femenino                           |
| Zhang Yan | Tenis de mesa              | Individual 4 masculino                           |
| Cao Ningning | Tenis de mesa              | Individual 5 masculino                           |
| Ge Yang | Tenis de mesa              | Individual 10 masculino                          |
| Dang Shibei | Tiro                       | Rifle en tres posiciones 50 m SH1 femenino       |
| Gao Fangxia Xiao Yanhong Yan Huilian                                                                                              | Tiro con arco              | Recurvo por equipos clase abierta femenino       |
| Wang Lijing | Yudo                       | –52 kg femenino                                  |
| Tong Zhou | Yudo                       | –63 kg femenino                                  |
| Li Xiaodong | Yudo                       | –60 kg masculino                                 |
| Zhao Xu | Yudo                       | –66 kg masculino                                 |
| Song Wang | Yudo                       | +100 kg masculino                                |
| Bronce |                            |                                                  |
| Wang Yanping | Atletismo                  | 100 m T46 femenino                               |
| Jia Juntingxian | Atletismo                  | 200 m T11 femenino                               |
| Zhu Daqing | Atletismo                  | 200 m T12 femenino                               |
| Zhou Hongzhuan | Atletismo                  | 200 m T53 femenino                               |
| Huang Lisha | Atletismo                  | 400 m T53 femenino                               |
| Zou Lihong | Atletismo                  | 800 m T54 femenino                               |
| Meng Genjimisu | Atletismo                  | Disco F40 femenino                               |
| Zhang Liangmin | Atletismo                  | Peso F11/12 femenino                             |
| Wu Qing | Atletismo                  | Peso F35/36 femenino                             |
| Cao Yuanhang | Atletismo                  | Salto de longitud F37/38 femenino                |
| Ouyang Jingling | Atletismo                  | Salto de longitud F46 femenino                   |
| Li Yansong | Atletismo                  | 100 m T12 masculino                              |
| Li Yansong | Atletismo                  | 200 m T12 masculino                              |
| Zhou Wenjun | Atletismo                  | 100 m T38 masculino                              |
| Zhou Wenjun | Atletismo                  | 200 m T38 masculino                              |
| Fu Xinhan | Atletismo                  | 100 m T35 masculino                              |
| Yu Shiran | Atletismo                  | 100 m T53 masculino                              |
| Zhao Yufei | Atletismo                  | 200 m T53 masculino                              |
| Liu Chengming | Atletismo                  | 400 m T54 masculino                              |
| Wang Wenbo | Atletismo                  | Disco F35/36 masculino                           |
| Wang Lezheng | Atletismo                  | Disco F42 masculino                              |
| Chen Hongjie | Atletismo                  | Salto de altura F46 masculino                    |
| Li Duan | Atletismo                  | Salto de longitud F11 masculino                  |
| Dong Hewei | Atletismo                  | Triple salto F12 masculino                       |
| Ruan Jianping | Ciclismo en pista          | 500 m contrarreloj C4-5 femenino                 |
| Liu Xinyang | Ciclismo en pista          | 1 km contrarreloj C4-5 masculino                 |
| Liu Xinyang | Ciclismo en pista          | Persecución individual C5 masculino              |
| Zeng Sini | Ciclismo en ruta           | Contrarreloj C1-3 femenino                       |
| Li Zhangyu | Ciclismo en ruta           | Contrarreloj C1 masculino                        |
| Wu Baili | Esgrima en silla de ruedas | Espada individual A femenino                     |
| Shi Shanshan | Levantamiento de potencia  | –48 kg femenino                                  |
| Xiao Cuijuan | Levantamiento de potencia  | –52 kg femenino                                  |
| Xu Yanmei | Levantamiento de potencia  | –82,5 kg femenino                                |
| Wang Jian | Levantamiento de potencia  | –56 kg masculino                                 |
| Yang Quanxi | Levantamiento de potencia  | –60 kg masculino                                 |
| Hu Peng | Levantamiento de potencia  | –75 kg masculino                                 |
| Jiang Shengnan | Natación                   | 50 m libre S8 femenino                           |
| Jiang Shengnan | Natación                   | 100 m mariposa S8 femenino                       |
| Jiang Shengnan | Natación                   | 200 m estilos SM8 femenino                       |
| Huang Min | Natación                   | 50 m mariposa S7 femenino                        |
| Huang Min | Natación                   | 200 m estilos SM7 femenino                       |
| Bai Juan | Natación                   | 50 m espalda S4 femenino                         |
| Li Guizhi | Natación                   | 100 m libre S11 femenino                         |
| Song Lingling | Natación                   | 400 m libre S6 femenino                          |
| Jiang Fuying | Natación                   | 50 m mariposa S6 femenino                        |
| Zhang Meng | Natación                   | 200 m estilos SM10 femenino                      |
| Zheng Tao | Natación                   | 50 m libre S6 masculino                          |
| Zheng Tao | Natación                   | 200 m estilos SM6 masculino                      |
| Lin Furong | Natación                   | 100 m braza SB9 masculino                        |
| Du Jianping | Natación                   | 50 m espalda S3 masculino                        |
| Liu Xiaobing | Natación                   | 100 m espalda S9 masculino                       |
| Wang Yinan | Natación                   | 50 m libre S8 masculino                          |
| Yang Bozun | Natación                   | 400 m libre S11 masculino                        |
| He Junquan | Natación                   | 50 m mariposa S5 masculino                       |
| Wang Jingang | Natación                   | 50 m mariposa S7 masculino                       |
| Song Maodang | Natación                   | 100 m mariposa S8 masculino                      |
| Li Hanhua | Natación                   | 150 m estilos SM3 masculino                      |
| Liu Meili | Tenis de mesa              | Individual 9 femenino                            |
| Fan Lei | Tenis de mesa              | Individual 10 femenino                           |
| Dong Chao | Tiro                       | Rifle en tres posiciones 50 m SH1 masculino      |
| Zhang Cuiping | Tiro                       | Rifle de aire en posición tendida 10 m SH1 mixto |
| Ni Hedong | Tiro                       | Pistola 50 m SH1 mixto                           |
| Li Jinzhi | Tiro con arco              | Recurvo individual W1/W2 femenino                |
| Cheng Changjie Dong Zhi Li Zongshan                                                                                               | Tiro con arco              | Recurvo por equipos clase abierta masculino      |
| Qian Zhou | Yudo                       | –70 kg femenino                                  |